# Alloporus furculifer
Alloporus furculifer är en mångfotingart som beskrevs av Lawrence 1965. Alloporus furculifer ingår i släktet Alloporus och familjen Spirostreptidae. Inga underarter finns listade i Catalogue of Life.